# Caso Outreau
El caso Outreau, o caso de Outreau, se refiere a hechos de agresión sexual a menores ocurridos en Outreau entre 1997 y 2000, así como a un caso de error judicial parcial relacionado, en particular, con la prisión preventiva de personas entre 2001 y 2004. Se celebró un proceso en primera instancia ante el tribunal de lo penal de Paso de Calais (Saint-Omer) en 2004, luego un juicio de apelación ante el Tribunal de Apelación de París en noviembre de 2005. Finalmente, en 2015 tuvo lugar un juicio ante el Tribunal de lo Penal de Menores de Rennes. Doce niños fueron reconocidos en primera instancia como víctimas de violación, agresión sexual, corrupción de menores y proxenetismo. El caso se saldó con cuatro condenas firmes y la absolución de trece de los diecisiete acusados, varios de los cuales llevaban varios años en prisión y fueron absueltos recién en segunda instancia. Uno de los acusados, François Mourmand, murió en prisión preventiva el 9 de junio de 2002, antes del primer juicio.
El número de niños reconocidos como víctimas, el número de adultos acusados mantenidos en prisión preventiva, y el asesinato sin resolver de una niña, dan a este caso una dimensión nacional, suscitando fuertes emociones en la opinión pública y poniendo de relieve las disfunciones de la institución judicial y de los medios de comunicación. Las particularidades de los procesos y las múltiples idas y vueltas que experimentaron hacen que el caso Outreau sea siempre un tema delicado y controvertido en Francia. En diciembre de 2005 se encargó a una comisión parlamentaria de investigación analizar las causas de las disfunciones de la justicia durante el desarrollo de este asunto y proponer posibles reformas sobre el funcionamiento de la justicia en Francia, pero no resultó ninguna sanción.
El caso Outreau contribuyó a perjudicar la consideración de la voz del niño en Francia, con una caída del 40% de las condenas en la década siguiente a la absolución en apelación. De hecho, el número de denuncias por violación y agresión sexual ha aumentado, pero, desde el caso Outreau, los requisitos de prueba se han vuelto más estrictos.